# آناتولیایی‌های باستان

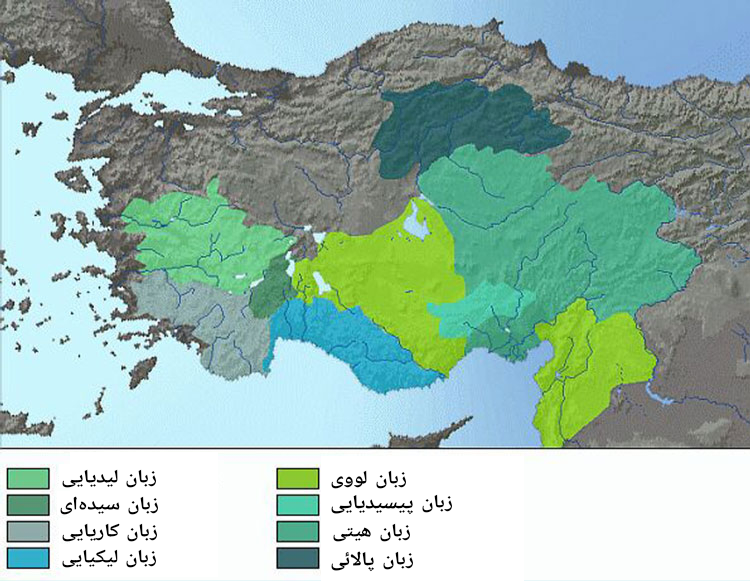
نقشه پراکندگی زبان‌های آناتولی، در هزاره دوم و اول قبل از میلاد.

آناتولیایی‌های باستان شاخه‌ای از اعقاب نیاهندواروپاییان بودند که در آناتولی می‌زیسته و به یکی از زبان‌های آناتولی -که خود منشعب از زبان‌های هندواروپایی است- سخن می‌راندند.

## تاریخ
کهنترین زبان شناخته‌شده منطقه آناتولی -یعنی زبان هیتی- شاخه‌ای از زبان‌های آناتولی و هندواروپایی است. هواداران فرضیه کورگان-فرضیه‌ای که خاستگاه هندواروپاییان را استپ‌های جنوب روسیه می‌داند- وجود زبانی از این خانواده را مربوط به مهاجرت احتمالی هندواروپایی از یکی از دو راه بالکان یا قفقاز به آناتولی در هزارهٔ سوم پیش از میلاد می‌دانند. بر این اساس در کنار تخارها، این دو قوم هیتی و تخار کهنترین اقوامی‌اند که از کوچ آنها از خاستگاه نخستین هندواروپاییان اطلاع در دست است. احتمال داده می‌شود که مهاجرت این اقوام از سرزمین نخستین پیش از آشنایی هندواروپاییان با فناوری گردونه بوده‌باشد. همچنین به نظر می‌رسد که این اقوام بی‌جنگ و خونریزی در سرزمین جدید اسکان یافته باشند. هیتی‌ها در هزارهٔ دوم پیش از میلاد امپراتوری‌ای تشکیل دادند. در سده‌های بعدی آناتولی شاهد ورود اقوامی بعضاً تازنده به خاک خود شد، از جمله فریژی‌ها، بیتینی‌ها، مردمان ایرانی، یونانیان، غلاطیان، رومیان و سرانجام غزها.
از اقوام باستانی آناتولی می‌توان از کاریایی‌ها، هیتی‌ها، لووی‌ها، لیکیه‌ای‌ها، لودیه‌ای‌ها، موسی‌ها، لوکائونیایی‌ها، پالائی‌ها، پامفیلیه‌ای‌ها، پیسیدی‌ها و سیده‌ها نام برد.